# Lag Baomer

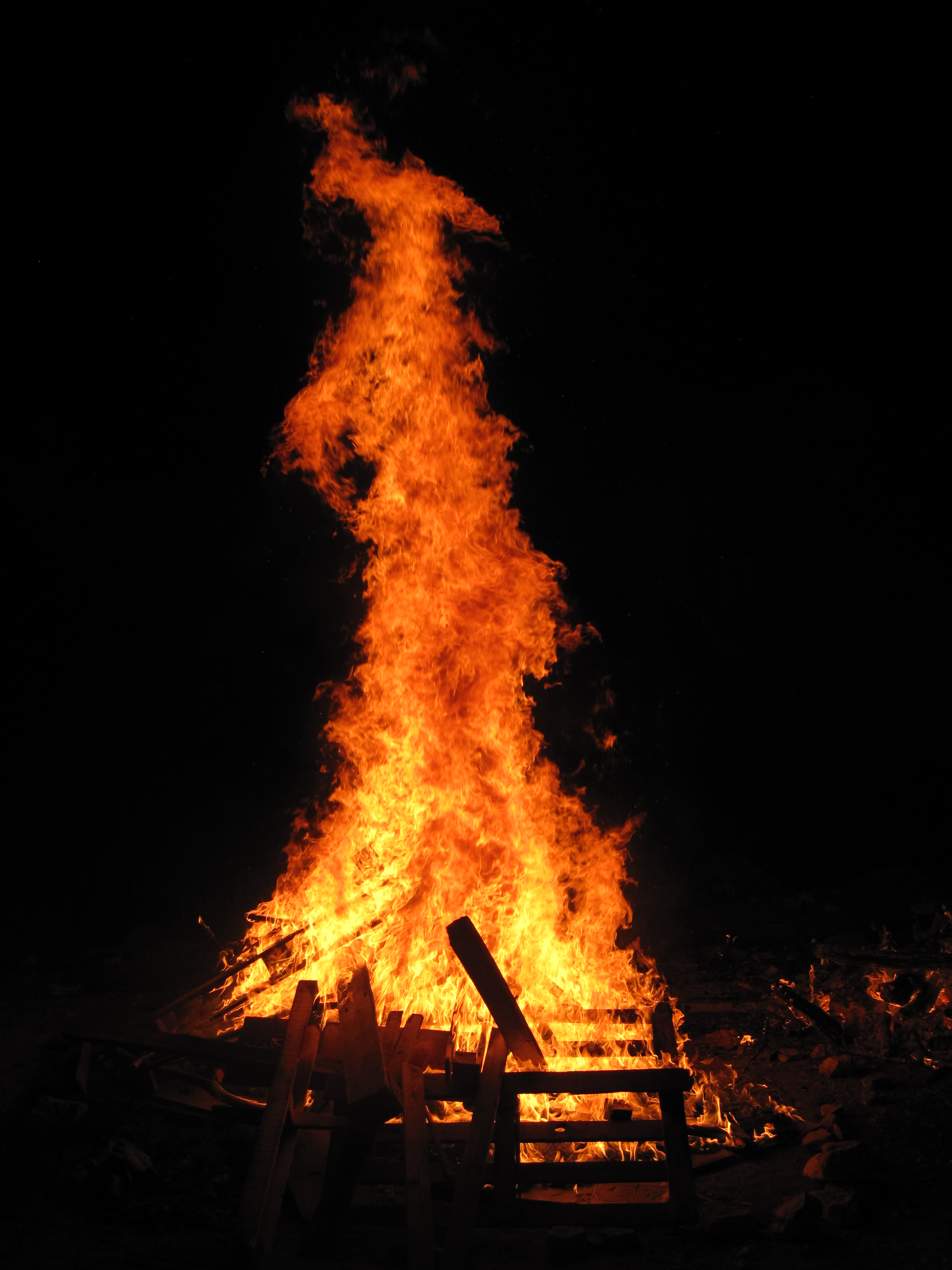
Een vreugdevuur is het symbool van Lag Baomer

Lag Baomer (ook wel geschreven als Lag BaOmer, Lag baOmer of Lag B'Omer) is de 33ste dag van de Omertelling en valt op dag 18 van de joodse maand iar (in april of mei).
De Hebreeuwse letter ל (lamed) heeft de cijferwaarde 30 en de ג (gimmel) de waarde 3, samen dus 33, vandaar (met een klinker voor het uitspreken): "lag".
Omer staat hier voor de rouwperiode tussen Pesach en Sjavoeot. Lag Baomer is een uitzondering op de rouw omdat dit de dag was waarop er een einde kwam aan de geheimzinnige massale sterfte van de leerlingen van rabbi Akiva in de tweede eeuw van de gangbare jaartelling. Deze rabbi was vermaard om zijn geleerdheid ten aanzien van de Misjna.
Tevens is het de overlijdensdag van rabbi Sjimon bar Jochai, de schrijver van het kabbalistische boek Zohar. Hij wilde dat zijn overlijdensdag als feestdag gevierd zou worden. Vele duizenden met name chassidische joden bezoeken op deze dag zijn tombe in Meron, nabij Safed in het noorden van Israël.
Omdat Lag Baomer de enige in 49 dagen is dat men mag trouwen, worden er heel veel huwelijken op die dag gesloten.

## Data volgens de gregoriaanse kalender
Aangezien een dag volgens de Joodse kalender begint met zonsondergang, begint Lag Baomer eigenlijk steeds op de avond voor de gegeven data.
- vr 16 mei 2025

- di 5 mei 2026

- di 25 mei 2027

- zo 14 mei 2028

- do 3 mei 2029